# Pribeagu
Pribeagu – wieś w Rumunii, w okręgu Braiła, w gminie Roșiori. W 2011 roku liczyła 111 mieszkańców.